# Mycetosoritis clorindae
Mycetosoritis clorindae är en myrart som först beskrevs av Kusnezov 1949.  Mycetosoritis clorindae ingår i släktet Mycetosoritis och familjen myror. Inga underarter finns listade i Catalogue of Life.